# Rhino Bucket
I Rhino Bucket sono un gruppo hard rock formato nel 1987 a Van Nuys, Los Angeles, California.
Sono una band spesso paragonata agli AC/DC della Bon Scott era, per le loro sonorità spudoratamente ispirate alla band anglo australiana e per la voce di Dolivo che ricorda molto quella del defunto Scott. I Rhino Bucket sono infatti riconosciuti come tra i più grandi gruppi "clone" degli AC/DC, assieme ad altre band come gli AB/CD o i Krokus. Ironicamente il batterista del gruppo è Simon Wright, il quale suonò proprio con gli AC/DC e con i Dio. Nella band milita tuttora anche il chitarrista dei Kix Brian Forsythe.

## Storia
I Rhino Bucket si formarono nel 1987 a Van Nuys, quartiere di Los Angeles, su iniziativa del cantante finlandese Georg Dolivo e dell'ex batterista dei Warrior Liam Jason. A completare la formazione furono Greg Fields alla chitarra e Reeve Downes al basso. Il nome "Rhino Bucket" venne ispirato dalla combinazione dei nomi dei due gruppi precedenti dei rispettivi componenti: "Rhino Chaser" e "Bucket of Lard". Il gruppo trovò un accordo con la Reprise Records (sottoetichetta della Warner Bros.) nel 1989 per la pubblicazione dell'omonimo Rhino Bucket, che uscì nel 1990 sotto la produzione di Daniel Rey (Ramones, Circus of Power, White Zombie). Curiosamente, anni dopo Dolivo confessò di aver suonato le parti di chitarra solamente nel brano "Shot Down". Dal disco vennero estratti i due singoli One Night Stand e Blood on the Cross, che arrivarono nella classifica di Billboard Top 40 e vennero trasmessi a ruota su MTV Headbanger's Ball. Ciò gli permise di intraprendere dei tour di supporto a gruppi come The Black Crowes, e Junkyard. Nonostante fossero stati notati dal pubblico britannico e europeo, i Rhino Bucket vennero ignorati e quasi disprezzati in America, dove vennero accusati di essere una band fotocopia degli AC/DC, ricevendo poco supporto promozionale da parte della loro etichetta. Il loro secondo album Get Used to It venne pubblicato nel 1992, e prodotto da Terry Manning (Led Zeppelin, ZZ Top tra gli altri). Il singolo estratto fu "Ride With Yourself", che venne incluso anche nella colonna sonora del celebre film con Mike Myers Fusi di testa (titolo originale Wayne's World). Nonostante avessero ottenuto una moderata esposizione apparendo nella colonna sonora del film che guadagnò un doppio disco di platino, il loro album fallì nell'ottenere rilevanti riscontri, provocando lo scioglimento del contratto con la label. Dopo la pubblicazione seguirono i tour di supporto che toccarono anche l'Australia, dove suonarono da spalla ai The Angels e The Poor. Nel 1994, la band sostituì il batterista Liam Jason con l'inglese Simon Wright, musicista che aveva già militato in altre importanti band come Tytan, Dio, e ironicamente anche negli stessi AC/DC. Durante questo periodo, dopo essere stati scaricati dalla Warner, i Bucket subirono un forte declino, complice l'esplosione del fenomeno grunge. Nel 1994 pubblicarono l'album Pain per la piccola etichetta Moonstone Records. A causa dello scarso successo anche con quest'ultimo lavoro, dovuto anche all'assenza di sponsorizzazione, il quintetto annunciò lo scioglimento l'anno successivo.

### Dopo lo scioglimento
Wright tornò per un periodo nei Dio, mentre nel 1995 raggiunse gli UFO in occasione del tour mondiale del disco Walk on Water, per poi ritornare nei Dio. Nel 1996 Wright partecipò alle registrazioni del disco solista di John Norum (ex Europe) Worlds Away. Dolivo formò dapprima una band di breve vita chiamata Das Cabal, assieme al ex chitarrista degli Shotgun Messiah Harry Cody. Questo progetto diede alla luce alcune demo nel 1996, e due di queste tracce, "What Do You Want" e "Alone", vennero incluse nella colonna sonora del film Boogie Boy, uscito nel 1998. Altra band fondata nel 1998 da Dolivo furono i Deep Six Holiday, assieme allo stesso bassista dei Bucket Reeve Downes, l'ex-chitarrista dei Kix Brian Forsythe e l'ex-batterista dei White Sister e Tattoo Rodeo Rich Wright. Questa band riuscì a supportare gli L.A. Guns in occasione di una sola data prima di sciogliersi anch'essi. Wright in seguito tornò a far parte della riunione dei White Sister. Alcune voci diffusero la notizia che i Rhino Bucket con Liam Jason, per un breve periodo tornarono in attività sotto il nome di Buzzard Kill 7.
Nel 2000 Georg decise di riunire i Rhino Bucket in occasione di un'unica data che ottenne il tutto esaurito. Questo inaspettato successo convinse Dolivo a riunire definitivamente il gruppo assieme al bassista Reeve Downes, il batterista Liam Jason e l'ex chitarrista dei Kix Brian "Damage" Forsythe, che già aveva collaborato con lui nei Deep Six Holiday.

### Reunion
Nel 2001 i Rhino Bucket quindi annunciarono ufficialmente la riunione, composti da Dolivo, Forsythe, Downes e Jason. In un'intervista esclusiva al sito metalsludge.tv, il batterista Liam Jason rivelò di essersi sottoposto ad un cambio di sesso dopo aver lasciato i Rhino Bucket, rinominandosi "Jackie Enx". Il gruppò tornò sulle scene, suonando per i club di Los Angeles fino a quando venne notato dall'etichetta indipendente Acetate Records, iniziando a lavorare per la composizione di nuovo materiale. Alcuni loro brani vennero a far parte della colonna sonora della serie TV della CBS The Handler nel 2003. Nel frattempo apparvero in una buona parte della colonna sonora del film indipendente Rolling Kansas del 2003 con ben 7 brani. Nel 2005 vennero accreditati in un'altra colonna sonora, questa volta del film horror The Outdoorsmen Blood, Sweat & Beers, dove vennero inclusi 4 loro pezzi, tra cui "Blood, Sweat & Beers", che diede il nome al film stesso. Il nuovo album in studio, intitolato And Then It Got Ugly, venne realizzato nell'aprile 2006 e prodotto da Stefan Siggurson, mentre seguirono quello stesso mese, tour con i Broken Teeth, The Supersuckers e Kix. Nel novembre 2006 Enx (Jason) abbandonò la band sostituito dall'ex batterista di The Supersuckers, Lita Ford, Legs Diamond e Agent Orange Dusty Watson, che esordì con il gruppo in occasione dell'evento di capodanno a Austin, Texas. L'anno successivo venne ristampato e aggiornato l'album Pain, diffuso sotto il nome Pain & Suffering, ma venne pubblicato anche il disco No Song Left Behind, una raccolta di b side e pezzi rari. Le date statunitensi tra il settembre e novembre 2007 videro il ritorno di Simon Wright dietro i tamburi, che condusse parallelamente la carriera anche con i Dio. L'anno successivo, con Wright momentaneamente impossibilitato a partecipare alle date live, il gruppo arruolò John Covington, già membro dei Big Cock, come turnista. Nel 2009 il gruppo appare nella colonna sonora del film candidato a 3 Golden Globe The Wrestler con Mickey Rourke con il brano "Soundtrack to a War: Welcome to Hell", assieme a diverse altre band hard rock tra cui Quiet Riot, Cinderella, Ratt, Guns N' Roses, Accept, FireHouse, e Scorpions. Nel maggio dello stesso anno viene pubblicato il quinto disco in studio The Hardest Town, prodotto nuovamente da Stefan Sigerson. La formazione che incise questo lavoro era composta da Dolivo, Brian Forsythe, Reeve Downes ed il ritrovato Simon Wright.

## Formazione

### Ex componenti
- Georg Dolivo – voce solista, chitarra ritmica (1986-2018)
- Reeve Downes – basso, voce secondaria (1986-2018)
- Greg Fields – chitarra solista, cori (1986-1996)
- Brian "Damage" Forsythe – chitarra solista, cori (1998-2018)
- Rick Marty – chitarra solista, cori (1999-2000)
- Rick Kubach – batteria (1986-1989)
- Liam Jason (Jackie Enx) – batteria (1989-1993, 2006-2010)
- Simon Wright – batteria (1993-1996, 2007-2009, 2011, 2012)
- Anthony "Tiny" Biuso – batteria (1999-2010)
- Dusty Watson – batteria (1999-2012)
- Dave DuCey – batteria (2012-2018)

## Discografia

### Album in studio
- 1990 – Rhino Bucket
- 1992 – Get Used to It
- 1994 – Pain
- 2006 – And Then It Got Ugly
- 2009 – The Hardest Town
- 2011 – Who's Got Mine?
- 2017 – The Last Real Rock N' Roll

### Raccolte
- 2007 – No Song Left Behind
- 2007 – Pain & Suffering

### Live
- 2013 – Sunrise on Sunset Blvd.

### Partecipazioni
- 1992 – Colonna sonora - Fusi di testa
- 2003 – Colonna sonora - Rolling Kansas
- 2005 – Colonna sonora - The Outdoorsmen Blood, Sweat & Beers
- 2009 – Colonna sonora - The Wrestler